# Edikt von Écouen
Das Edikt von Écouen, französisch L’édit d’Écouen, wurde am 2. Juni 1559 vom französischen König Heinrich II. auf Schloss Écouen erlassen. Seine Zielsetzung war die strenge Unterdrückung der calvinistischen Häresie. Es erfolgte noch vor den Religionskriegen des 16. Jahrhunderts, dürfte aber zweifellos einen bedeutenden Beitrag zu deren Ausbruch geleistet haben.

## Historischer Rahmen

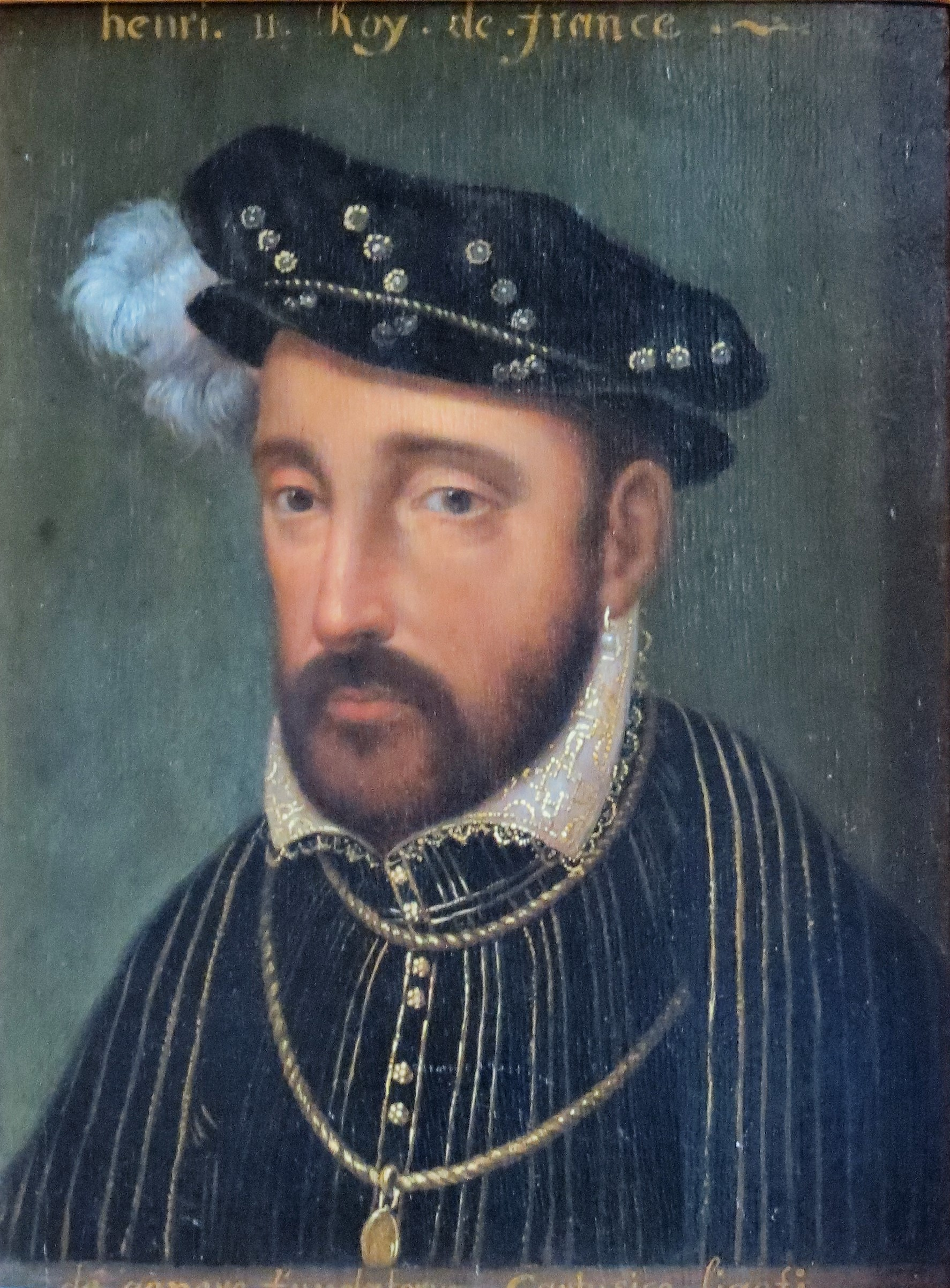
Heinrich II.

Die Reformation begann erst unter der Herrschaft von Heinrich II. (1547 bis 1559) richtig in Frankreich einzudringen. Heinrich II. war strenger Katholik und ergriff daher recht rasch Maßnahmen, um die Ausbreitung der neuen Religion einzudämmen. So wurden unter anderem bereits zwischen 1549 und 1551 im Edikt von Paris und im Edikt von Châteaubriant die rechtlichen Befugnisse katholischer Richter ausgedehnt, um die protestantischen Häretiker aburteilen zu können. Hinzu trat am 24. Juli 1557 das Edikt von Compiègne, das die Unterdrückung durch öffentliche Gerichte noch weiter verschärfte. Hiervon betroffen waren auch Katholiken, die Protestanten unterstützten oder gar beherbergten. Dennoch wurde die Inquisition nicht im Königreich eingeführt, da sich Heinrich II. mit dem Papst Julius III. im Konflikt befand.
Trotz Verfolgung und zunehmender Häresieprozesse breitete sich der Protestantismus weiter in Frankreich aus, auch unter dem Adel. Im September 1557 kam es in der Rue Saint-Jacques in Paris zu Unruhen unter einer aufgebrachten Menge gegenüber einer Versammlung von Reformierten. Auf Heinrich II. wurde dabei ein Attentatsversuch unternommen. Es konnte aber nie bewiesen werden, dass Protestanten hinter dem Anschlag standen, da der Attentäter auf der Stelle getötet wurde.

## Edikt

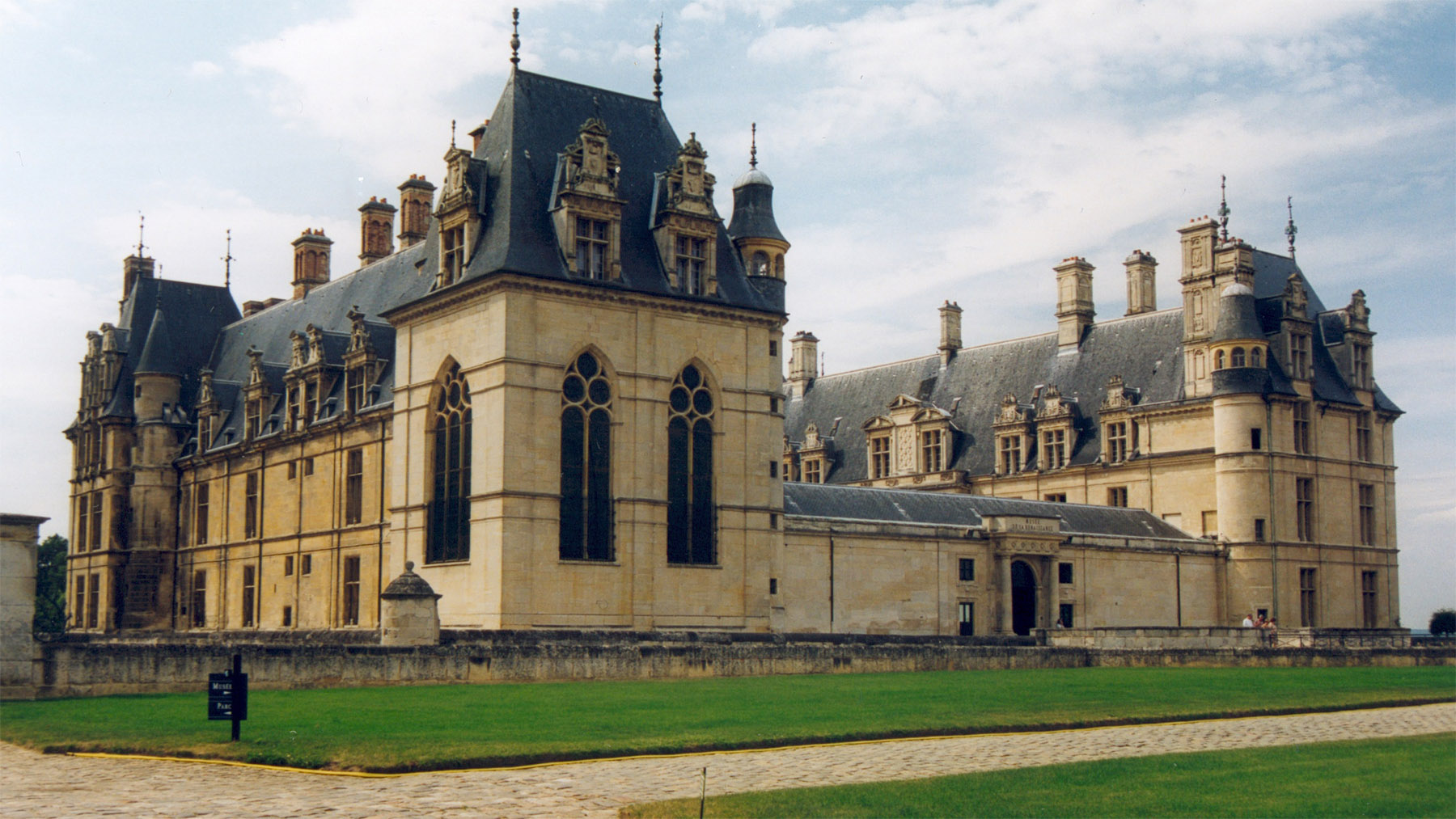
Schloss Écouen, Residenz von Anne de Montmorency

Auf dem Höhepunkt der religiösen Wirrnisse erließ der König, der sich zu seiner Zerstreuung auf Schloss Écouen bei seinem Berater Anne de Montmorency aufhielt, am 2. Juni 1559 das Edikt von Écouen. Sein Kernpunkt bestand in der Forderung, sämtliche revoltierenden oder fliehenden Protestanten ohne Prozess unschädlich zu machen. Das Edikt verließ somit den rechtlichen Rahmen, der in den vorangegangenen Edikten noch gewahrt worden war.
Neben dem Edikt verfasste Heinrich II. noch mehrere Schriftstücke, die Briefe von Écouen (franz. lettres d’Écouen). In ihnen beauftragte er bestimmte Würdenträger mit der Verfolgung der Reformierten.
Dieses Vorgehen empörte einen Teil des Parlements, von dem bereits einige Mitglieder zur Reformation übergewechselt waren. Am 10. Juni 1559 begab sich der König zur Plenarsitzung des Parlement de Paris, um mittels eines Lit de justice sein Edikt registrieren zu lassen. Hierbei protestierten mehrere Parlamentarier in aller Öffentlichkeit. Heinrich II. ließ daraufhin die fraglichen Parlamentarier einkerkern. Bis auf Anne du Bourg, einem glühenden Verfechter des Calvinismus, kamen jedoch die meisten wieder frei, da sie widerriefen. Anne de Bourg wurde jedoch am 23. Dezember 1559 auf Betreiben von François de Guise gehängt und auf dem Place de Grève auf dem Scheiterhaufen verbrannt.

## Auswirkungen

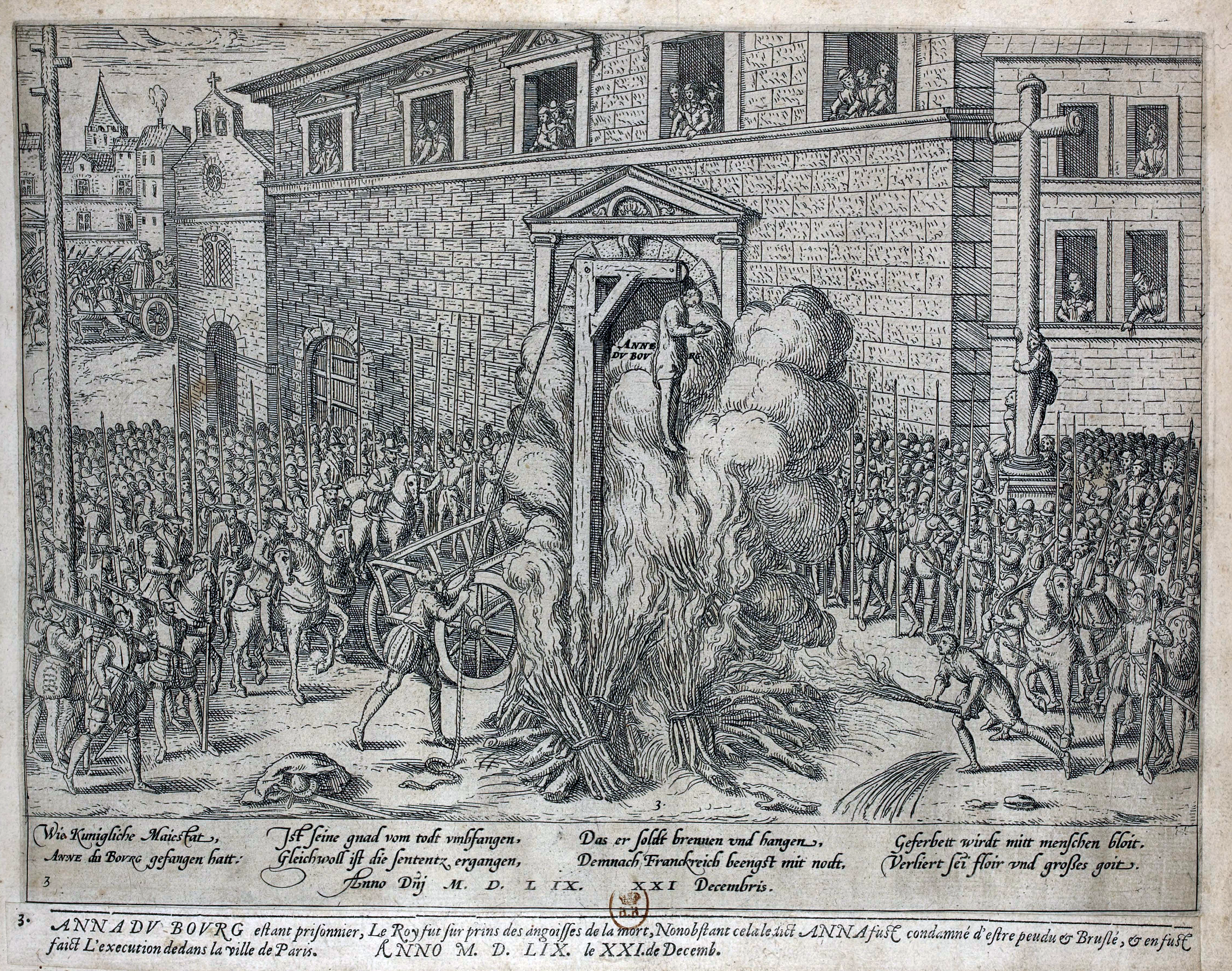
Hinrichtung Anne du Bourgs

Sowohl das Edikt von Écouen als auch die Hinrichtung Anne du Bourgs waren eindeutige Präludien der Hugenottenkriege. 
Allgemein betrachtet waren die königlichen Edikte aufgrund der Schwächen in Verwaltung und Rechtsprechung eines wenig zentralisierten Königreichs nur schlecht umzusetzen. Darüber hinaus waren bereits der Reformation ergebene Beamte nicht willens, die königlichen Erlasse aus freien Stücken anzuwenden. 
Da die vorangegangenen Edikte nur sehr wenig Erfolg zeigten, ist es nicht weiter verwunderlich, dass unter Heinrich II. eine immer brutalere Verfolgung angestrengt wurde.
Nur fünf Wochen nach Erlass des Edikts verstarb Heinrich II. am 10. Juli 1559 an den schweren Verletzungen, die er sich bei einem Tjost zugezogen hatte. Ihm folgte sein Sohn Franz II. auf den Thron, der aber seinerseits nur kurzzeitig bis 1560 regierte. Katharina von Medici führte daraufhin die Regentschaft für ihren 10-jährigen Sohn Karl IX.